# Jarząbkowe Skałki

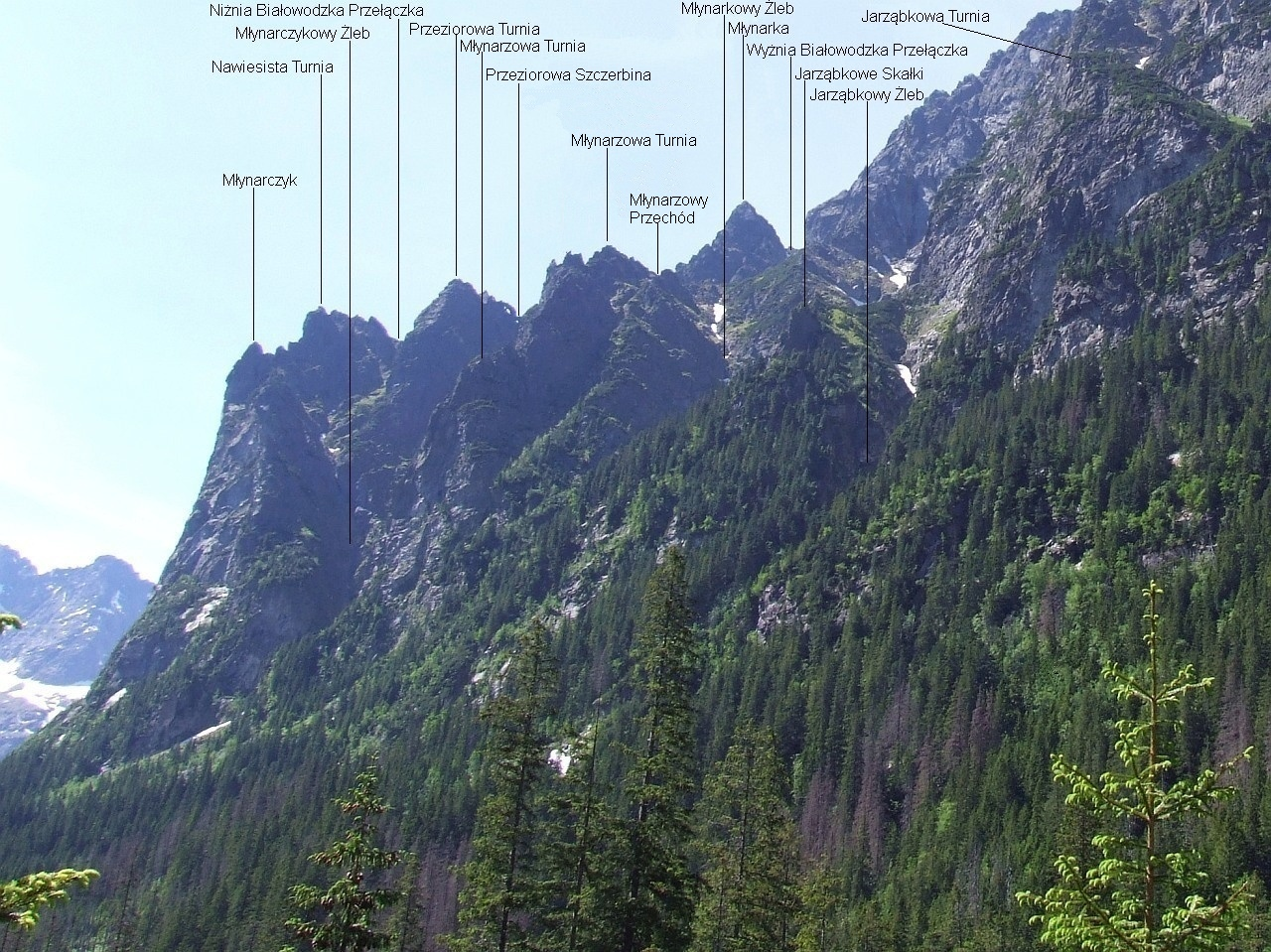
Widok z Doliny Białej Wody

Jarząbkowe Skałki (słow. Jariabkove skalky, ok. 1740 m) – dwie turniczki w masywie Młynarza w słowackich Tatrach Wysokich. Znajdują się w dolnej części południowo-wschodniej grani Jarząbkowego Zwornika opadającej do Doliny Białej Wody. Grań ta oddziela Młynarzowy Żleb od Jarząbkowego Żlebu. Jarząbkowe Skałki wznoszą się w niej na wschód od Niżniego Jarząbkowego Siodełka. Wyższa z nich znajduje się w odległości kilkunastu metrów od tej przełączki, niższa w odległości około 50 m i około 15 m niżej. Turniczki te mają miejscami urwiste ścianki, a na mniej stromych miejscach porośnięte są kosodrzewiną. Najwyższa jest południowa ściana wyższej skałki opadająca do Młynarzowego Żlebu. Ma około 80 m wysokości. Północno-wschodnia ściana niższej turni ma wysokość 40 m i zbudowana jest z litych płyt. Grzędę poniżej skałek porasta las urwiskowy, ale spora jej część to przysypana szutrem naga skała, gdyż po większych ulewach gleba wraz z lasem zsunęła się na dno doliny.
Autorem nazwy skałek jest Władysław Cywiński. Przez Jarząbkowe Skałki oraz ich grzędę prowadzi droga wspinaczkowa z Doliny Białej Wody na Jarząbkowy Zwornik. W przewodniku W. Cywińskiego opisana jest pod nr 119 (II w skali tatrzańskiej, czas przejścia 2 h). Masyw Młynarza jest jednak zamknięty dla turystów i taterników (obszar ochrony ścisłej Tatrzańskiego Parku Narodowego). Wspinaczka dopuszczalna jest tylko w masywie Małego Młynarza od 21 grudnia do 20 marca.